# Quintette pour clarinette et cordes (Meyerbeer)
Le Quintette avec clarinette en mi bémol majeur est une composition de Giacomo Meyerbeer composée en 1813. Il est dédié au clarinettiste Heinrich Joseph Bärmann pour lequel son ami Carl Maria von Weber avait précédemment dédié son Concertino pour clarinette (mars 1811) et ses deux autres grands Concertos n°1 et n°2 (juillet 1811).
Il s'agit d'une œuvre composée quand Meyerbeer entre en âge adulte; à vingt ans, Mayerbeer compose ses premières œuvres vocales (Jephthas Gelübde, un opéra sacré donné sans grand succès à Munich en 1812, puis  l’opéra-comique Abimélek en 1814 en deux versions successives) ainsi que de la musique de chambre dont ce Quintette avec clarinette,.
Ce quintette présente des similitudes avec le quintette pour clarinette op.34 de Carl Maria von Weber composé entre 1811 et 1815. En effet, Weber et Meyerbeer étudiaient tous deux à la même époque avec l'abbé Vogler à Darmstadt, et sont devenus des amis très proches; ils étaient aussi des amis proches de Heinrich Joseph Bärmann; ils lui ont écrit leur quintette pour clarinette à la même époque, bien que, très probablement, celui de Meyerbeer ait été achevé en premier. Comme le quintette de Weber, celui de Meyerbeer est aussi un véhicule pour le clarinettiste qui est traité par moments comme un soliste, mais les cordes ne sont pas non plus que de simples accompagnateurs.
Le nombre de mouvements du quintette Meyerbeer est sujet à controverse. L'œuvre n'a pas été publiée du vivant de Meyerbeer. Une copie manuscrite de la partition a été retrouvée dans les papiers de Carl Baermann, le fils de Heinrich Joseph Bärmann, à sa mort en 1885. L'œuvre ne comporte que deux mouvements - un Allegro moderato et un Rondo, allegro scherzando - bien que l'on puisse dire que le deuxième mouvement possède deux mouvements en un, car il y a une longue section adagio au milieu de l'allegro scherzando. Dans les années 1980, le clarinettiste Dieter Klöcker a indiqué avoir trouvé "le mouvement central manquant", un andante et un ensemble de variations, sous la forme d'un jeu de partitions sur lequel Carl Bärmann avait écrit que la musique avait été composée par Meyerbeer pour son père. L'œuvre révisée a ensuite été publiée avec ce nouveau mouvement dans l'édition Urtext chez Bärenreiter. Cependant, depuis lors, un certain nombre de spécialistes ont contesté l'affirmation de Klöcker pour plusieurs raisons, la principale étant qu'il est peu probable qu'un mouvement entier ait été complètement omis d'une partition et qu'il était tout à fait possible que Meyerbeer ait voulu que cette musique soit une œuvre distincte ; Weber avait eu une démarche similaire. La maison Silvertrust a publié une nouvelle édition conforme à la partition autographe qui n'intègre pas ce "nouveau" mouvement.
L'héritage papier de Giacomo Meyerbeer, y compris le Quintette pour clarinette, a été légué en 1912 à la Bibliothèque royale de Berlin après la mort de Raoul Richter (de), un des petits-fils de Meyerbeer.

## Structure
La copie retrouvée de la pièce autographe comprend deux mouvements :
1. Allegro moderato
2. Rondo: Allegro scherzando

## Enregistrements
- Meyerbeer, Spohr, Baermann, Busoni : Quintette avec clarinette, avec Dieter Klöcker (clarinette), Berlin Philharmonia Quartet Chamber (Orfeo C213 901A, 1990)